# APAR

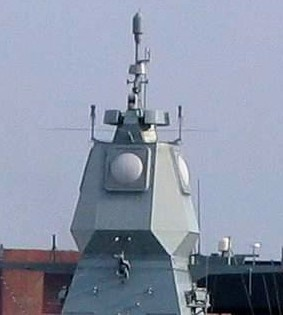
APAR ist Teil der Fregatte Hamburg (Sachsen-Klasse).

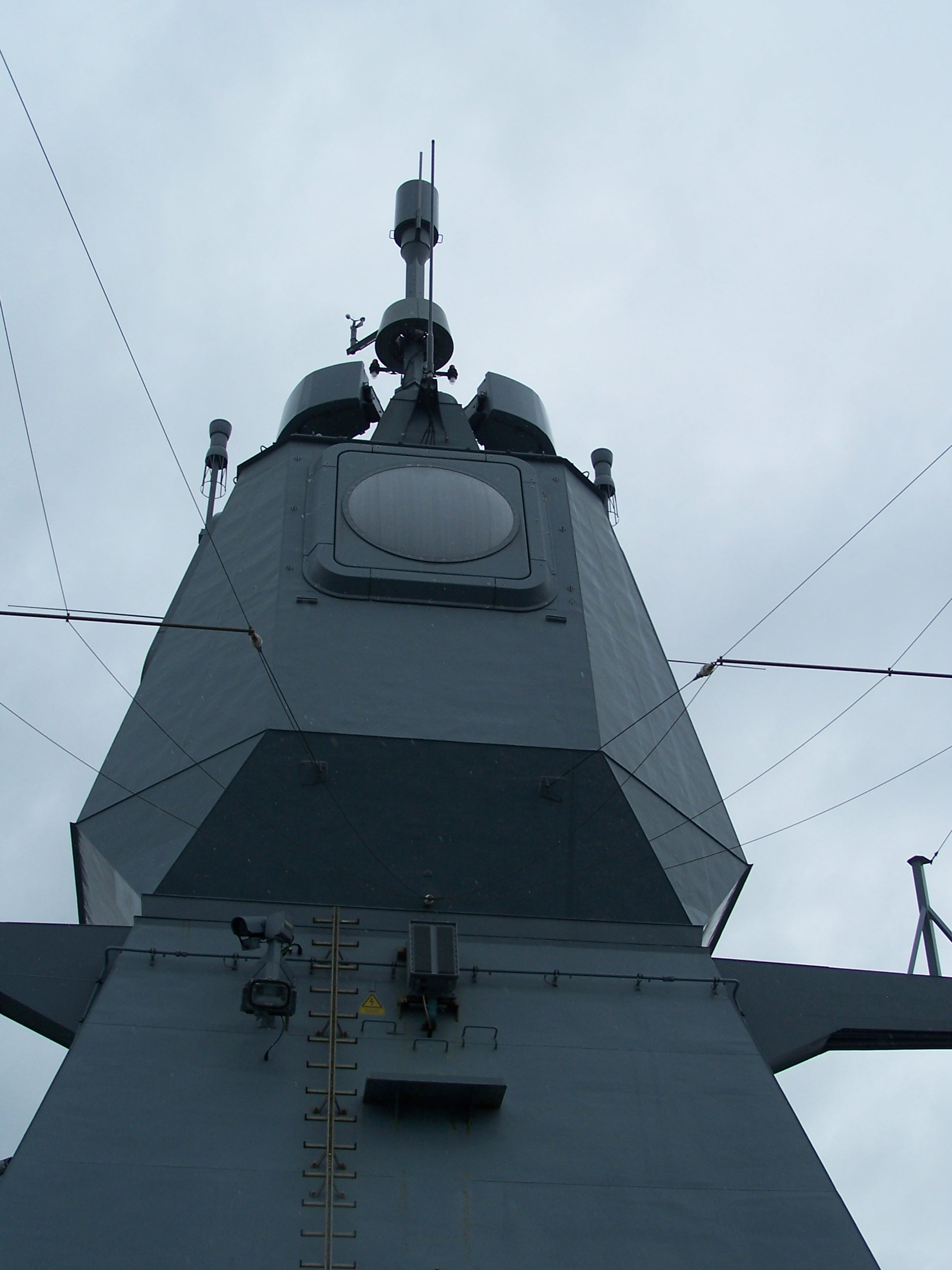
APAR der Hessen

APAR ist die Bezeichnung eines Multifunktionsradars des Herstellers Thales. Das Wort APAR ist eine Abkürzung und steht ausgeschrieben als Active Phased Array Radar sowohl für das Produkt der Firma Thales als auch für ein allgemeines Funktionsprinzip der Radartechnik, bezogen auf ein Active Electronically Scanned Array.
Für den Einsatz auf Kriegsschiffen konzipiert, stellt dieses moderne Multifunktionsradar eines der leistungsfähigsten taktischen Radarsysteme der Welt dar. Das deutsch-niederländische APAR ist mit dem amerikanischen AN/SPY-1 vergleichbar.

## Entwicklung
Das APAR-System wurde von dem niederländischen Ortungsgerätehersteller Signaal entwickelt, der heute zum französischen Thales-Konzern gehört.

## Technik
Das APAR nutzt keine rotierende Antenne, sondern vier planare feststehende Phased-Array-Antennen mit jeweils mehr als 3000 sehr kleinen Sender/Empfänger-Elementen, die sich den Azimutbereich in vier 90°-Sektoren aufteilen. Alle Antennen können ihre Sektoren gleichzeitig untersuchen und auch innerhalb jedes Sektors gleichzeitig viele See- und Flugziele verfolgen. Die Anzahl der automatisch verfolgbaren Ziele beträgt 1000, die der gleichzeitig bekämpfbaren etwa 60. Die gewonnenen Daten werden an ein Führungs- und Waffeneinsatzsystem übergeben. Die Receiver Module des Radars werden von dem amerikanischen Unternehmen Sanmina produziert.

## APAR-Nutzer
| Land        |                       | Klasse                     | Typ      | Indienstnahme des ersten Schiffs | Anzahl | Verdrängung | Länge | Bemerkungen                                    |
| ----------- | --------------------- | -------------------------- | -------- | -------------------------------- | ------ | ----------- | ----- | ---------------------------------------------- |
| Deutschland | Sachsen (F 219)       | F124                       | Fregatte | 2004                             | 3      | 5.690 t     | 143 m | basiert auf der Trilateral Frigate Cooperation |
| Niederlande | Evertsen (F805)       | De-Zeven-Provinciën-Klasse | Fregatte | 2002                             | 4      | 6.050 t     | 144 m | basiert auf der Trilateral Frigate Cooperation |
| Dänemark    | Iver Huitfeldt (F361) | Iver-Huitfeldt-Klasse      | Fregatte | 2012                             | 3      | 5.850 t     | 139 m |                                                |

Die Kanadische Marine plant, die Province-Klasse, den Ersatz für die inzwischen 40 Jahre alten Zerstörer der Iroquois-Klasse, mit den europäischen Radarsystemen APAR und SMART-L auszustatten.